# Tour de Escandinavia 2022
La 1.ª edición del Tour de Escandinavia (oficialmente: Tour of Scandinavia) fue una carrera de ciclismo en ruta por etapas que se celebró entre el 9 y el 14 de agosto de 2022 con inicio en Copenhague (Dinamarca) y final en Halden en Noruega. El recorrido constó de con un total de 6 etapas sobre una distancia total de 818,3 km.
La carrera hizo parte del UCI WorldTour Femenino 2022 dentro de la categoría 2.WWT y fue ganada por la danensa Cecilie Uttrup Ludwig del FDJ-SUEZ-Futuroscope. El podio lo completaron en segundo y tercer lugar respectivamente la alemana Liane Lippert del Team DSM y la australiana Alexandra Manly del Team BikeExchange-Jayco.

## Equipos participantes
Tomaron la partida un total de 20 equipos, de los cuales 12 son de categoría UCI WorldTeam, 6 UCI Women's continental teams y 2 Selecciones Nacionales, quienes conformaron un pelotón de 118 ciclistas de las cuales terminaron 94. Los equipos participantes fueron:
| translation for headoftableIII_translate index 58 not found (12)- Team BikeExchange-Jayco - Canyon-SRAM Racing - FDJ-Suez - Team Jumbo-Visma - Liv Racing Xstra - Movistar Team - Roland Cogeas-Edelweiss Squad - Team DSM - SD Worx - Trek-Segafredo - Uno-X Pro Cycling Team - UAE Team ADQ UCI Women's continental team- Le col-Wahoo Equipos nacionales (2)- Dinamarca - Noruega Unknown team category (5)- AG Insurance NXTG - Coop-Hitec Products - Plantur-Pura - Parkhotel Valkenburg - Valcar-Travel & Service |
| |

## Etapas
| Etapa     | Fecha     | Recorrido             | type             | Distancia (km) | Desnivel (m) | Ganador               | Líder                 |
| --------- | --------- | --------------------- | ---------------- | -------------- | ------------ | --------------------- | --------------------- |
| 1.ª etapa | 9 de ago  | Copenhague – Elsinor  | etapa llana      | 145,6          | 783 m        | Marianne Vos          | Marianne Vos          |
| 2.ª etapa | 10 de ago | Orust – Strömstad     | etapa llana      | 153,8          | 1582 m       | Marianne Vos          | Marianne Vos          |
| 3.ª etapa | 11 de ago | Moss – Sarpsborg      | etapa llana      | 118,9          | 1010 m       | Marianne Vos          | Marianne Vos          |
| 4.ª etapa | 12 de ago | Askim – Mysen         | etapa escarpada  | 119,2          | 1073 m       | Alexandra Manly       | Marianne Vos          |
| 5.ª etapa | 13 de ago | Vikersund – Norefjell | etapa de montaña | 127,4          | 1903 m       | Cecilie Uttrup Ludwig | Cecilie Uttrup Ludwig |
| 6.ª etapa | 14 de ago | Lillestrøm – Halden   | etapa llana      | 153,4          | 1386 m       | Marianne Vos          | Cecilie Uttrup Ludwig |

## Desarrollo de la carrera

### 1.ª etapa
| Copenhague - Elsinor | etapa llana | (145,6 km) |

| \| Clasificación de la etapa \| Clasificación de la etapa \| Clasificación de la etapa \| Clasificación de la etapa \| Clasificación de la etapa \| \| Ciclista \| Ciclista \| Equipo \| Tiempo \| \| \| ------------------------- \| ------------------------- \| ----------------------------- \| ------------------------- \| ------------------------- \| \| 1.ª \| Marianne Vos \| Team Jumbo-Visma \| 3 h 37 min 16 s \| \| \| 2.ª \| Megan Jastrab \| Team DSM \| + 0 s \| \| \| 3.ª \| Shari Bossuyt \| Canyon-SRAM Racing \| + 0 s \| \| \| 4.ª \| Linda Riedmann \| Team Jumbo-Visma \| + 0 s \| \| \| 5.ª \| Karolina Kumięga \| Valcar-Travel & Service \| + 0 s \| \| \| 6.ª \| Amalie Dideriksen \| Trek-Segafredo \| + 0 s \| \| \| 7.ª \| Tamara Drónova \| Roland Cogeas-Edelweiss Squad \| + 0 s \| \| \| 8.ª \| Gladys Verhulst \| Le Col-Wahoo \| + 0 s \| \| \| 9.ª \| Emilia Fahlin \| FDJ-Suez-Futuroscope \| + 0 s \| \| \| 10.ª \| Sofia Bertizzolo \| UAE Team ADQ \| + 0 s \| \| |                   |                               |                 |
| |                   |                               |                 |
| Fuente: ProCyclingStats |                   |                               |                 |
| Clasificación de la etapa |                   |                               |                 |
| Ciclista | Ciclista          | Equipo                        | Tiempo          |
| 1.ª | Marianne Vos      | Team Jumbo-Visma              | 3 h 37 min 16 s |
| 2.ª | Megan Jastrab     | Team DSM                      | + 0 s           |
| 3.ª | Shari Bossuyt     | Canyon-SRAM Racing            | + 0 s           |
| 4.ª | Linda Riedmann    | Team Jumbo-Visma              | + 0 s           |
| 5.ª | Karolina Kumięga  | Valcar-Travel & Service       | + 0 s           |
| 6.ª | Amalie Dideriksen | Trek-Segafredo                | + 0 s           |
| 7.ª | Tamara Drónova    | Roland Cogeas-Edelweiss Squad | + 0 s           |
| 8.ª | Gladys Verhulst   | Le Col-Wahoo                  | + 0 s           |
| 9.ª | Emilia Fahlin     | FDJ-Suez-Futuroscope          | + 0 s           |
| 10.ª | Sofia Bertizzolo  | UAE Team ADQ                  | + 0 s           |

| \| Clasificación general \| Clasificación general \| Clasificación general \| Clasificación general \| Clasificación general \| \| Ciclista \| Ciclista \| Equipo \| Tiempo \| \| \| --------------------- \| --------------------- \| ----------------------------- \| --------------------- \| --------------------- \| \| 1.ª \| Marianne Vos \| Team Jumbo-Visma \| 3 h 37 min 06 s \| \| \| 2.ª \| Megan Jastrab \| Team DSM \| + 4 s \| \| \| 3.ª \| Shari Bossuyt \| Canyon-SRAM Racing \| + 6 s \| \| \| 4.ª \| Linda Riedmann \| Team Jumbo-Visma \| + 10 s \| \| \| 5.ª \| Karolina Kumięga \| Valcar-Travel & Service \| + 10 s \| \| \| 6.ª \| Amalie Dideriksen \| Trek-Segafredo \| + 10 s \| \| \| 7.ª \| Tamara Drónova \| Roland Cogeas-Edelweiss Squad \| + 10 s \| \| \| 8.ª \| Gladys Verhulst \| Le Col-Wahoo \| + 10 s \| \| \| 9.ª \| Emilia Fahlin \| FDJ-Suez-Futuroscope \| + 10 s \| \| \| 10.ª \| Sofia Bertizzolo \| UAE Team ADQ \| + 10 s \| \| |                   |                               |                 |
| |                   |                               |                 |
| Fuente: ProCyclingStats |                   |                               |                 |
| Clasificación general |                   |                               |                 |
| Ciclista | Ciclista          | Equipo                        | Tiempo          |
| 1.ª | Marianne Vos      | Team Jumbo-Visma              | 3 h 37 min 06 s |
| 2.ª | Megan Jastrab     | Team DSM                      | + 4 s           |
| 3.ª | Shari Bossuyt     | Canyon-SRAM Racing            | + 6 s           |
| 4.ª | Linda Riedmann    | Team Jumbo-Visma              | + 10 s          |
| 5.ª | Karolina Kumięga  | Valcar-Travel & Service       | + 10 s          |
| 6.ª | Amalie Dideriksen | Trek-Segafredo                | + 10 s          |
| 7.ª | Tamara Drónova    | Roland Cogeas-Edelweiss Squad | + 10 s          |
| 8.ª | Gladys Verhulst   | Le Col-Wahoo                  | + 10 s          |
| 9.ª | Emilia Fahlin     | FDJ-Suez-Futuroscope          | + 10 s          |
| 10.ª | Sofia Bertizzolo  | UAE Team ADQ                  | + 10 s          |

### 2.ª etapa
| Orust - Strömstad | etapa llana | (153,8 km) |

| \| Clasificación de la etapa \| Clasificación de la etapa \| Clasificación de la etapa \| Clasificación de la etapa \| Clasificación de la etapa \| \| Ciclista \| Ciclista \| Equipo \| Tiempo \| \| \| ------------------------- \| ------------------------- \| ----------------------------- \| ------------------------- \| ------------------------- \| \| 1.ª \| Marianne Vos \| Team Jumbo-Visma \| 3 h 46 min 42 s \| \| \| 2.ª \| Emilia Fahlin \| FDJ-Suez-Futuroscope \| + 0 s \| \| \| 3.ª \| Barbara Guarischi \| Movistar Team \| + 0 s \| \| \| 4.ª \| Megan Jastrab \| Team DSM \| + 0 s \| \| \| 5.ª \| Alexandra Manly \| Team BikeExchange-Jayco \| + 0 s \| \| \| 6.ª \| Tamara Drónova \| Roland Cogeas-Edelweiss Squad \| + 0 s \| \| \| 7.ª \| Floortje Mackaij \| Team DSM \| + 0 s \| \| \| 8.ª \| Shari Bossuyt \| Canyon-SRAM Racing \| + 0 s \| \| \| 9.ª \| Amalie Dideriksen \| Trek-Segafredo \| + 0 s \| \| \| 10.ª \| Demi Vollering \| SD Worx \| + 0 s \| \| |                   |                               |                 |
| |                   |                               |                 |
| Fuente: ProCyclingStats |                   |                               |                 |
| Clasificación de la etapa |                   |                               |                 |
| Ciclista | Ciclista          | Equipo                        | Tiempo          |
| 1.ª | Marianne Vos      | Team Jumbo-Visma              | 3 h 46 min 42 s |
| 2.ª | Emilia Fahlin     | FDJ-Suez-Futuroscope          | + 0 s           |
| 3.ª | Barbara Guarischi | Movistar Team                 | + 0 s           |
| 4.ª | Megan Jastrab     | Team DSM                      | + 0 s           |
| 5.ª | Alexandra Manly   | Team BikeExchange-Jayco       | + 0 s           |
| 6.ª | Tamara Drónova    | Roland Cogeas-Edelweiss Squad | + 0 s           |
| 7.ª | Floortje Mackaij  | Team DSM                      | + 0 s           |
| 8.ª | Shari Bossuyt     | Canyon-SRAM Racing            | + 0 s           |
| 9.ª | Amalie Dideriksen | Trek-Segafredo                | + 0 s           |
| 10.ª | Demi Vollering    | SD Worx                       | + 0 s           |

| \| Clasificación general \| Clasificación general \| Clasificación general \| Clasificación general \| Clasificación general \| \| Ciclista \| Ciclista \| Equipo \| Tiempo \| \| \| --------------------- \| --------------------- \| ----------------------------- \| --------------------- \| --------------------- \| \| 1.ª \| Marianne Vos \| Team Jumbo-Visma \| 7 h 23 min 38 s \| \| \| 2.ª \| Megan Jastrab \| Team DSM \| + 14 s \| \| \| 3.ª \| Emilia Fahlin \| FDJ-Suez-Futuroscope \| + 14 s \| \| \| 4.ª \| Shari Bossuyt \| Canyon-SRAM Racing \| + 16 s \| \| \| 5.ª \| Barbara Guarischi \| Movistar Team \| + 16 s \| \| \| 6.ª \| Tamara Drónova \| Roland Cogeas-Edelweiss Squad \| + 20 s \| \| \| 7.ª \| Amalie Dideriksen \| Trek-Segafredo \| + 20 s \| \| \| 8.ª \| Floortje Mackaij \| Team DSM \| + 20 s \| \| \| 9.ª \| Alexandra Manly \| Team BikeExchange-Jayco \| + 20 s \| \| \| 10.ª \| Margaux Vigié \| Valcar-Travel & Service \| + 20 s \| \| |                   |                               |                 |
| |                   |                               |                 |
| Fuente: ProCyclingStats |                   |                               |                 |
| Clasificación general |                   |                               |                 |
| Ciclista | Ciclista          | Equipo                        | Tiempo          |
| 1.ª | Marianne Vos      | Team Jumbo-Visma              | 7 h 23 min 38 s |
| 2.ª | Megan Jastrab     | Team DSM                      | + 14 s          |
| 3.ª | Emilia Fahlin     | FDJ-Suez-Futuroscope          | + 14 s          |
| 4.ª | Shari Bossuyt     | Canyon-SRAM Racing            | + 16 s          |
| 5.ª | Barbara Guarischi | Movistar Team                 | + 16 s          |
| 6.ª | Tamara Drónova    | Roland Cogeas-Edelweiss Squad | + 20 s          |
| 7.ª | Amalie Dideriksen | Trek-Segafredo                | + 20 s          |
| 8.ª | Floortje Mackaij  | Team DSM                      | + 20 s          |
| 9.ª | Alexandra Manly   | Team BikeExchange-Jayco       | + 20 s          |
| 10.ª | Margaux Vigié     | Valcar-Travel & Service       | + 20 s          |

### 3.ª etapa
| Moss - Sarpsborg | etapa llana | (118,9 km) |

| \| Clasificación de la etapa \| Clasificación de la etapa \| Clasificación de la etapa \| Clasificación de la etapa \| Clasificación de la etapa \| \| Ciclista \| Ciclista \| Equipo \| Tiempo \| \| \| ------------------------- \| ------------------------- \| ------------------------- \| ------------------------- \| ------------------------- \| \| 1.ª \| Marianne Vos \| Team Jumbo-Visma \| 3 h 04 min 40 s \| \| \| 2.ª \| Cecilie Uttrup Ludwig \| FDJ-Suez-Futuroscope \| + 0 s \| \| \| 3.ª \| Shari Bossuyt \| Canyon-SRAM Racing \| + 0 s \| \| \| 4.ª \| Alexandra Manly \| Team BikeExchange-Jayco \| + 0 s \| \| \| 5.ª \| Gladys Verhulst \| Le Col-Wahoo \| + 0 s \| \| \| 6.ª \| Lucinda Brand \| Trek-Segafredo \| + 0 s \| \| \| 7.ª \| Sofia Bertizzolo \| UAE Team ADQ \| + 0 s \| \| \| 8.ª \| Yara Kastelijn \| Plantur-Pura \| + 0 s \| \| \| 9.ª \| Floortje Mackaij \| Team DSM \| + 0 s \| \| \| 10.ª \| Marthe Truyen \| Plantur-Pura \| + 0 s \| \| |                       |                         |                 |
| |                       |                         |                 |
| Fuente: ProCyclingStats |                       |                         |                 |
| Clasificación de la etapa |                       |                         |                 |
| Ciclista | Ciclista              | Equipo                  | Tiempo          |
| 1.ª | Marianne Vos          | Team Jumbo-Visma        | 3 h 04 min 40 s |
| 2.ª | Cecilie Uttrup Ludwig | FDJ-Suez-Futuroscope    | + 0 s           |
| 3.ª | Shari Bossuyt         | Canyon-SRAM Racing      | + 0 s           |
| 4.ª | Alexandra Manly       | Team BikeExchange-Jayco | + 0 s           |
| 5.ª | Gladys Verhulst       | Le Col-Wahoo            | + 0 s           |
| 6.ª | Lucinda Brand         | Trek-Segafredo          | + 0 s           |
| 7.ª | Sofia Bertizzolo      | UAE Team ADQ            | + 0 s           |
| 8.ª | Yara Kastelijn        | Plantur-Pura            | + 0 s           |
| 9.ª | Floortje Mackaij      | Team DSM                | + 0 s           |
| 10.ª | Marthe Truyen         | Plantur-Pura            | + 0 s           |

| \| Clasificación general \| Clasificación general \| Clasificación general \| Clasificación general \| Clasificación general \| \| Ciclista \| Ciclista \| Equipo \| Tiempo \| \| \| --------------------- \| --------------------- \| ----------------------- \| --------------------- \| --------------------- \| \| 1.ª \| Marianne Vos \| Team Jumbo-Visma \| 10 h 28 min 08 s \| \| \| 2.ª \| Shari Bossuyt \| Canyon-SRAM Racing \| + 22 s \| \| \| 3.ª \| Cecilie Uttrup Ludwig \| FDJ-Suez-Futuroscope \| + 24 s \| \| \| 4.ª \| Alexandra Manly \| Team BikeExchange-Jayco \| + 30 s \| \| \| 5.ª \| Floortje Mackaij \| Team DSM \| + 30 s \| \| \| 6.ª \| Sofia Bertizzolo \| UAE Team ADQ \| + 30 s \| \| \| 7.ª \| Megan Jastrab \| Team DSM \| + 30 s \| \| \| 8.ª \| Gladys Verhulst \| Le Col-Wahoo \| + 30 s \| \| \| 9.ª \| Margaux Vigié \| Valcar-Travel & Service \| + 30 s \| \| \| 10.ª \| Marthe Truyen \| Plantur-Pura \| + 30 s \| \| |                       |                         |                  |
| |                       |                         |                  |
| Fuente: ProCyclingStats |                       |                         |                  |
| Clasificación general |                       |                         |                  |
| Ciclista | Ciclista              | Equipo                  | Tiempo           |
| 1.ª | Marianne Vos          | Team Jumbo-Visma        | 10 h 28 min 08 s |
| 2.ª | Shari Bossuyt         | Canyon-SRAM Racing      | + 22 s           |
| 3.ª | Cecilie Uttrup Ludwig | FDJ-Suez-Futuroscope    | + 24 s           |
| 4.ª | Alexandra Manly       | Team BikeExchange-Jayco | + 30 s           |
| 5.ª | Floortje Mackaij      | Team DSM                | + 30 s           |
| 6.ª | Sofia Bertizzolo      | UAE Team ADQ            | + 30 s           |
| 7.ª | Megan Jastrab         | Team DSM                | + 30 s           |
| 8.ª | Gladys Verhulst       | Le Col-Wahoo            | + 30 s           |
| 9.ª | Margaux Vigié         | Valcar-Travel & Service | + 30 s           |
| 10.ª | Marthe Truyen         | Plantur-Pura            | + 30 s           |

### 4.ª etapa
| Askim - Mysen | etapa escarpada | (119,2 km) |

| \| Clasificación de la etapa \| Clasificación de la etapa \| Clasificación de la etapa \| Clasificación de la etapa \| Clasificación de la etapa \| \| Ciclista \| Ciclista \| Equipo \| Tiempo \| \| \| ------------------------- \| ------------------------- \| ------------------------- \| ------------------------- \| ------------------------- \| \| 1.ª \| Alexandra Manly \| Team BikeExchange-Jayco \| 2 h 53 min 44 s \| \| \| 2.ª \| Chloe Hosking \| Trek-Segafredo \| + 0 s \| \| \| 3.ª \| Laura Tomasi \| UAE Team ADQ \| + 0 s \| \| \| 4.ª \| Alice Barnes \| Canyon-SRAM Racing \| + 0 s \| \| \| 5.ª \| Anouska Helena Koster \| Team Jumbo-Visma \| + 0 s \| \| \| 6.ª \| Marianne Vos \| Team Jumbo-Visma \| + 0 s \| \| \| 7.ª \| Sofia Bertizzolo \| UAE Team ADQ \| + 0 s \| \| \| 8.ª \| Lucinda Brand \| Trek-Segafredo \| + 0 s \| \| \| 9.ª \| Emilia Fahlin \| FDJ-Suez-Futuroscope \| + 0 s \| \| \| 10.ª \| Shari Bossuyt \| Canyon-SRAM Racing \| + 0 s \| \| |                       |                         |                 |
| |                       |                         |                 |
| Fuente: ProCyclingStats |                       |                         |                 |
| Clasificación de la etapa |                       |                         |                 |
| Ciclista | Ciclista              | Equipo                  | Tiempo          |
| 1.ª | Alexandra Manly       | Team BikeExchange-Jayco | 2 h 53 min 44 s |
| 2.ª | Chloe Hosking         | Trek-Segafredo          | + 0 s           |
| 3.ª | Laura Tomasi          | UAE Team ADQ            | + 0 s           |
| 4.ª | Alice Barnes          | Canyon-SRAM Racing      | + 0 s           |
| 5.ª | Anouska Helena Koster | Team Jumbo-Visma        | + 0 s           |
| 6.ª | Marianne Vos          | Team Jumbo-Visma        | + 0 s           |
| 7.ª | Sofia Bertizzolo      | UAE Team ADQ            | + 0 s           |
| 8.ª | Lucinda Brand         | Trek-Segafredo          | + 0 s           |
| 9.ª | Emilia Fahlin         | FDJ-Suez-Futuroscope    | + 0 s           |
| 10.ª | Shari Bossuyt         | Canyon-SRAM Racing      | + 0 s           |

| \| Clasificación general \| Clasificación general \| Clasificación general \| Clasificación general \| Clasificación general \| \| Ciclista \| Ciclista \| Equipo \| Tiempo \| \| \| --------------------- \| --------------------- \| ----------------------- \| --------------------- \| --------------------- \| \| 1.ª \| Marianne Vos \| Team Jumbo-Visma \| 13 h 21 min 52 s \| \| \| 2.ª \| Alexandra Manly \| Team BikeExchange-Jayco \| + 20 s \| \| \| 3.ª \| Shari Bossuyt \| Canyon-SRAM Racing \| + 22 s \| \| \| 4.ª \| Cecilie Uttrup Ludwig \| FDJ-Suez-Futuroscope \| + 24 s \| \| \| 5.ª \| Sofia Bertizzolo \| UAE Team ADQ \| + 30 s \| \| \| 6.ª \| Floortje Mackaij \| Team DSM \| + 30 s \| \| \| 7.ª \| Megan Jastrab \| Team DSM \| + 30 s \| \| \| 8.ª \| Gladys Verhulst \| Le Col-Wahoo \| + 30 s \| \| \| 9.ª \| Marthe Truyen \| Plantur-Pura \| + 30 s \| \| \| 10.ª \| Susanne Andersen \| Uno-X Pro Cycling Team \| + 30 s \| \| |                       |                         |                  |
| |                       |                         |                  |
| Fuente: ProCyclingStats |                       |                         |                  |
| Clasificación general |                       |                         |                  |
| Ciclista | Ciclista              | Equipo                  | Tiempo           |
| 1.ª | Marianne Vos          | Team Jumbo-Visma        | 13 h 21 min 52 s |
| 2.ª | Alexandra Manly       | Team BikeExchange-Jayco | + 20 s           |
| 3.ª | Shari Bossuyt         | Canyon-SRAM Racing      | + 22 s           |
| 4.ª | Cecilie Uttrup Ludwig | FDJ-Suez-Futuroscope    | + 24 s           |
| 5.ª | Sofia Bertizzolo      | UAE Team ADQ            | + 30 s           |
| 6.ª | Floortje Mackaij      | Team DSM                | + 30 s           |
| 7.ª | Megan Jastrab         | Team DSM                | + 30 s           |
| 8.ª | Gladys Verhulst       | Le Col-Wahoo            | + 30 s           |
| 9.ª | Marthe Truyen         | Plantur-Pura            | + 30 s           |
| 10.ª | Susanne Andersen      | Uno-X Pro Cycling Team  | + 30 s           |

### 5.ª etapa
| Vikersund - Norefjell | etapa de montaña | (127,4 km) |

| \| Clasificación de la etapa \| Clasificación de la etapa \| Clasificación de la etapa \| Clasificación de la etapa \| Clasificación de la etapa \| \| Ciclista \| Ciclista \| Equipo \| Tiempo \| \| \| ------------------------- \| ------------------------- \| ----------------------------- \| ------------------------- \| ------------------------- \| \| 1.ª \| Cecilie Uttrup Ludwig \| FDJ-Suez-Futuroscope \| 3 h 26 min 24 s \| \| \| 2.ª \| Liane Lippert \| Team DSM \| + 1 s \| \| \| 3.ª \| Julie Van de Velde \| Plantur-Pura \| + 31 s \| \| \| 4.ª \| Josie Nelson \| Coop-Hitec Products \| + 38 s \| \| \| 5.ª \| Alexandra Manly \| Team BikeExchange-Jayco \| + 38 s \| \| \| 6.ª \| Tamara Drónova \| Roland Cogeas-Edelweiss Squad \| + 38 s \| \| \| 7.ª \| Anouska Helena Koster \| Team Jumbo-Visma \| + 38 s \| \| \| 8.ª \| Esmée Peperkamp \| Team DSM \| + 38 s \| \| \| 9.ª \| Lucinda Brand \| Trek-Segafredo \| + 38 s \| \| \| 10.ª \| Neve Bradbury \| Canyon-SRAM Racing \| + 38 s \| \| |                       |                               |                 |
| |                       |                               |                 |
| Fuente: ProCyclingStats |                       |                               |                 |
| Clasificación de la etapa |                       |                               |                 |
| Ciclista | Ciclista              | Equipo                        | Tiempo          |
| 1.ª | Cecilie Uttrup Ludwig | FDJ-Suez-Futuroscope          | 3 h 26 min 24 s |
| 2.ª | Liane Lippert         | Team DSM                      | + 1 s           |
| 3.ª | Julie Van de Velde    | Plantur-Pura                  | + 31 s          |
| 4.ª | Josie Nelson          | Coop-Hitec Products           | + 38 s          |
| 5.ª | Alexandra Manly       | Team BikeExchange-Jayco       | + 38 s          |
| 6.ª | Tamara Drónova        | Roland Cogeas-Edelweiss Squad | + 38 s          |
| 7.ª | Anouska Helena Koster | Team Jumbo-Visma              | + 38 s          |
| 8.ª | Esmée Peperkamp       | Team DSM                      | + 38 s          |
| 9.ª | Lucinda Brand         | Trek-Segafredo                | + 38 s          |
| 10.ª | Neve Bradbury         | Canyon-SRAM Racing            | + 38 s          |

| \| Clasificación general \| Clasificación general \| Clasificación general \| Clasificación general \| Clasificación general \| \| Ciclista \| Ciclista \| Equipo \| Tiempo \| \| \| --------------------- \| --------------------- \| ----------------------------- \| --------------------- \| --------------------- \| \| 1.ª \| Cecilie Uttrup Ludwig \| FDJ-Suez-Futuroscope \| 16 h 48 min 30 s \| \| \| 2.ª \| Liane Lippert \| Team DSM \| + 17 s \| \| \| 3.ª \| Alexandra Manly \| Team BikeExchange-Jayco \| + 44 s \| \| \| 4.ª \| Julie Van de Velde \| Plantur-Pura \| + 55 s \| \| \| 5.ª \| Tamara Drónova \| Roland Cogeas-Edelweiss Squad \| + 1 min 00 s \| \| \| 6.ª \| Neve Bradbury \| Canyon-SRAM Racing \| + 1 min 00 s \| \| \| 7.ª \| Katrine Aalerud \| Movistar Team \| + 1 min 00 s \| \| \| 8.ª \| Anouska Helena Koster \| Team Jumbo-Visma \| + 1 min 06 s \| \| \| 9.ª \| Esmée Peperkamp \| Team DSM \| + 1 min 06 s \| \| \| 10.ª \| Lucinda Brand \| Trek-Segafredo \| + 1 min 08 s \| \| |                       |                               |                  |
| |                       |                               |                  |
| Fuente: ProCyclingStats |                       |                               |                  |
| Clasificación general |                       |                               |                  |
| Ciclista | Ciclista              | Equipo                        | Tiempo           |
| 1.ª | Cecilie Uttrup Ludwig | FDJ-Suez-Futuroscope          | 16 h 48 min 30 s |
| 2.ª | Liane Lippert         | Team DSM                      | + 17 s           |
| 3.ª | Alexandra Manly       | Team BikeExchange-Jayco       | + 44 s           |
| 4.ª | Julie Van de Velde    | Plantur-Pura                  | + 55 s           |
| 5.ª | Tamara Drónova        | Roland Cogeas-Edelweiss Squad | + 1 min 00 s     |
| 6.ª | Neve Bradbury         | Canyon-SRAM Racing            | + 1 min 00 s     |
| 7.ª | Katrine Aalerud       | Movistar Team                 | + 1 min 00 s     |
| 8.ª | Anouska Helena Koster | Team Jumbo-Visma              | + 1 min 06 s     |
| 9.ª | Esmée Peperkamp       | Team DSM                      | + 1 min 06 s     |
| 10.ª | Lucinda Brand         | Trek-Segafredo                | + 1 min 08 s     |

### 6.ª etapa
| Lillestrøm - Halden | etapa llana | (153,4 km) |

| \| Clasificación de la etapa \| Clasificación de la etapa \| Clasificación de la etapa \| Clasificación de la etapa \| Clasificación de la etapa \| \| Ciclista \| Ciclista \| Equipo \| Tiempo \| \| \| ------------------------- \| ------------------------- \| ----------------------------- \| ------------------------- \| ------------------------- \| \| 1.ª \| Marianne Vos \| Team Jumbo-Visma \| 4 h 01 min 25 s \| \| \| 2.ª \| Shari Bossuyt \| Canyon-SRAM Racing \| + 0 s \| \| \| 3.ª \| Barbara Guarischi \| Movistar Team \| + 0 s \| \| \| 4.ª \| Sofia Bertizzolo \| UAE Team ADQ \| + 0 s \| \| \| 5.ª \| Lucinda Brand \| Trek-Segafredo \| + 0 s \| \| \| 6.ª \| Nina Kessler \| Team BikeExchange-Jayco \| + 0 s \| \| \| 7.ª \| Tamara Drónova \| Roland Cogeas-Edelweiss Squad \| + 0 s \| \| \| 8.ª \| Alexandra Manly \| Team BikeExchange-Jayco \| + 0 s \| \| \| 9.ª \| Anouska Helena Koster \| Team Jumbo-Visma \| + 0 s \| \| \| 10.ª \| Gladys Verhulst \| Le Col-Wahoo \| + 0 s \| \| |                       |                               |                 |
| |                       |                               |                 |
| Fuente: ProCyclingStats |                       |                               |                 |
| Clasificación de la etapa |                       |                               |                 |
| Ciclista | Ciclista              | Equipo                        | Tiempo          |
| 1.ª | Marianne Vos          | Team Jumbo-Visma              | 4 h 01 min 25 s |
| 2.ª | Shari Bossuyt         | Canyon-SRAM Racing            | + 0 s           |
| 3.ª | Barbara Guarischi     | Movistar Team                 | + 0 s           |
| 4.ª | Sofia Bertizzolo      | UAE Team ADQ                  | + 0 s           |
| 5.ª | Lucinda Brand         | Trek-Segafredo                | + 0 s           |
| 6.ª | Nina Kessler          | Team BikeExchange-Jayco       | + 0 s           |
| 7.ª | Tamara Drónova        | Roland Cogeas-Edelweiss Squad | + 0 s           |
| 8.ª | Alexandra Manly       | Team BikeExchange-Jayco       | + 0 s           |
| 9.ª | Anouska Helena Koster | Team Jumbo-Visma              | + 0 s           |
| 10.ª | Gladys Verhulst       | Le Col-Wahoo                  | + 0 s           |

## Clasificaciones finales
Las clasificaciones finalizaron de la siguiente forma:

### Clasificación general
| \| Clasificación general \| Clasificación general \| Clasificación general \| Clasificación general \| Clasificación general \| \| Ciclista \| Ciclista \| Equipo \| Tiempo \| \| \| --------------------- \| --------------------- \| ----------------------------- \| --------------------- \| --------------------- \| \| 1.ª \| Cecilie Uttrup Ludwig \| FDJ-Suez-Futuroscope \| 20 h 49 min 55 s \| \| \| 2.ª \| Liane Lippert \| Team DSM \| + 17 s \| \| \| 3.ª \| Alexandra Manly \| Team BikeExchange-Jayco \| + 44 s \| \| \| 4.ª \| Tamara Drónova \| Roland Cogeas-Edelweiss Squad \| + 1 min 00 s \| \| \| 5.ª \| Neve Bradbury \| Canyon-SRAM Racing \| + 1 min 00 s \| \| \| 6.ª \| Julie Van de Velde \| Plantur-Pura \| + 1 min 03 s \| \| \| 7.ª \| Anouska Helena Koster \| Team Jumbo-Visma \| + 1 min 06 s \| \| \| 8.ª \| Lucinda Brand \| Trek-Segafredo \| + 1 min 08 s \| \| \| 9.ª \| Katrine Aalerud \| Movistar Team \| + 1 min 08 s \| \| \| 10.ª \| Erica Magnaldi \| UAE Team ADQ \| + 1 min 09 s \| \| |                       |                               |                  |
| |                       |                               |                  |
| Fuente: ProCyclingStats |                       |                               |                  |
| Clasificación general |                       |                               |                  |
| Ciclista | Ciclista              | Equipo                        | Tiempo           |
| 1.ª | Cecilie Uttrup Ludwig | FDJ-Suez-Futuroscope          | 20 h 49 min 55 s |
| 2.ª | Liane Lippert         | Team DSM                      | + 17 s           |
| 3.ª | Alexandra Manly       | Team BikeExchange-Jayco       | + 44 s           |
| 4.ª | Tamara Drónova        | Roland Cogeas-Edelweiss Squad | + 1 min 00 s     |
| 5.ª | Neve Bradbury         | Canyon-SRAM Racing            | + 1 min 00 s     |
| 6.ª | Julie Van de Velde    | Plantur-Pura                  | + 1 min 03 s     |
| 7.ª | Anouska Helena Koster | Team Jumbo-Visma              | + 1 min 06 s     |
| 8.ª | Lucinda Brand         | Trek-Segafredo                | + 1 min 08 s     |
| 9.ª | Katrine Aalerud       | Movistar Team                 | + 1 min 08 s     |
| 10.ª | Erica Magnaldi        | UAE Team ADQ                  | + 1 min 09 s     |

### Clasificación por puntos
| Clasificación por puntos | Clasificación por puntos | Clasificación por puntos | Clasificación por puntos | Clasificación por puntos |
| Ciclista                 | Ciclista                 | Equipo                   | Puntos                   |                          |
| ------------------------ | ------------------------ | ------------------------ | ------------------------ | ------------------------ |
| 1.ª                      | Alison Jackson           | Liv Racing Xstra         | 36 pts                   |                          |
| 2.ª                      | Marianne Vos             | Team Jumbo-Visma         | 29 pts                   |                          |
| 3.ª                      | Eline Van Rooijen        | AG Insurance NXTG        | 17 pts                   |                          |
| 4.ª                      | Shari Bossuyt            | Canyon-SRAM Racing       | 15 pts                   |                          |
| 5.ª                      | Alexandra Manly          | Team BikeExchange-Jayco  | 12 pts                   |                          |

### Clasificación de la montaña
| Clasificación de la montaña | Clasificación de la montaña | Clasificación de la montaña | Clasificación de la montaña | Clasificación de la montaña |
| Ciclista                    | Ciclista                    | Equipo                      | Puntos                      |                             |
| --------------------------- | --------------------------- | --------------------------- | --------------------------- | --------------------------- |
| 1.ª                         | Amber Kraak                 | Team Jumbo-Visma            | 33 pts                      |                             |
| 2.ª                         | Josie Nelson                | Coop-Hitec Products         | 13 pts                      |                             |
| 3.ª                         | Anouska Helena Koster       | Team Jumbo-Visma            | 12 pts                      |                             |
| 4.ª                         | Cecilie Uttrup Ludwig       | FDJ-Suez-Futuroscope        | 10 pts                      |                             |
| 5.ª                         | Marianne Vos                | Team Jumbo-Visma            | 10 pts                      |                             |

### Clasificación del mejor joven
| Clasificación del mejor joven | Clasificación del mejor joven | Clasificación del mejor joven | Clasificación del mejor joven | Clasificación del mejor joven |
| Ciclista                      | Ciclista                      | Equipo                        | Tiempo                        |                               |
| ----------------------------- | ----------------------------- | ----------------------------- | ----------------------------- | ----------------------------- |
| 1.ª                           | Neve Bradbury                 | Canyon-SRAM Racing            | 20 h 50 min 55 s              |                               |
| 2.ª                           | Shari Bossuyt                 | Canyon-SRAM Racing            | + 2 min 00 s                  |                               |
| 3.ª                           | Femke Gerritse                | Parkhotel Valkenburg          | + 2 min 08 s                  |                               |
| 4.ª                           | Kata Blanka Vas               | SD Worx                       | + 2 min 14 s                  |                               |
| 5.ª                           | Mischa Bredewold              | Parkhotel Valkenburg          | + 2 min 26 s                  |                               |

### Clasificación por equipos
| Clasificación por equipos | Clasificación por equipos | Clasificación por equipos | Clasificación por equipos |
| Equipo                    | Equipo                    | Tiempo                    |                           |
| ------------------------- | ------------------------- | ------------------------- | ------------------------- |
| 1.º                       | Team DSM                  | 62 h 33 min 32 s          |                           |
| 2.º                       | Team BikeExchange-Jayco   | + 3 min 41 s              |                           |
| 3.º                       | Plantur-Pura              | + 4 min 09 s              |                           |
| 4.º                       | UAE Team ADQ              | + 4 min 57 s              |                           |
| 5.º                       | FDJ-Suez                  | + 5 min 37 s              |                           |

## Evolución de las clasificaciones
| Etapa                   |                         | Ganador _             | Clasificación general | Puntos         | Montaña _   | Jóvenes       | Equipo _                |
| ----------------------- | ----------------------- | --------------------- | --------------------- | -------------- | ----------- | ------------- | ----------------------- |
| 1.ª etapa               | etapa llana             | Marianne Vos          | Marianne Vos          | Alison Jackson | Amber Kraak | Megan Jastrab | Valcar-Travel & Service |
| 2.ª etapa               | etapa llana             | Marianne Vos          | Marianne Vos          | Alison Jackson | Amber Kraak | Megan Jastrab | Team DSM                |
| 3.ª etapa               | etapa llana             | Marianne Vos          | Marianne Vos          | Alison Jackson | Amber Kraak | Shari Bossuyt | UAE Team ADQ            |
| 4.ª etapa               | etapa escarpada         | Alexandra Manly       | Marianne Vos          | Alison Jackson | Amber Kraak | Shari Bossuyt | UAE Team ADQ            |
| 5.ª etapa               | etapa de montaña        | Cecilie Uttrup Ludwig | Cecilie Uttrup Ludwig | Alison Jackson | Amber Kraak | Neve Bradbury | Team DSM                |
| 6.ª etapa               | etapa llana             | Marianne Vos          | Cecilie Uttrup Ludwig | Alison Jackson | Amber Kraak | Neve Bradbury | Team DSM                |
| Clasificaciones finales | Clasificaciones finales |                       | Cecilie Uttrup Ludwig | Alison Jackson | Amber Kraak | Neve Bradbury | Team DSM                |

## Ciclistas participantes y posiciones finales
Convenciones:
- AB-N: Abandono en la etapa "N"
- FLT-N: Retiro por llegada fuera del límite de tiempo en la etapa "N"
- NTS-N: No tomó la salida para la etapa "N"
- DES-N: Descalificado o expulsado en la etapa "N"

## UCI World Ranking
El Tour de Escandinavia otorgó puntos para el UCI World Ranking Femenino y el UCI WorldTour Femenino para corredoras de los equipos en las categorías UCI WorldTeam Femenino y Continental Femenino. Las siguientes tablas muestran el baremo de puntuación y las 10 corredoras que obtuvieron más puntos:
| Posición              | 1.ª | 2.ª | 3.ª | 4.ª | 5.ª | 6.ª | 7.ª | 8.ª | 9.ª | 10.ª | 11.ª | 12.ª | 13.ª | 14.ª | 15.ª | 16.ª-20.ª | 21.ª-30.ª | 31.ª-40.ª |
| Clasificación general | 400 | 320 | 260 | 220 | 180 | 140 | 120 | 100 | 80  | 68   | 56   | 48   | 40   | 32   | 28   | 24        | 16        | 8         |
| Por etapa             | 50  | 40  | 30  | 25  | 20  | 18  | 15  | 10  | 8   | 6    |      |      |      |      |      |           |           |           |
| Líder                 | 8   |     |     |     |     |     |     |     |     |      |      |      |      |      |      |           |           |           |

| Clasificación |              |        |         |       |       |       |  |
| Posición      | Ciclista     | Equipo | General | Etapa | Líder | Total |  |
| ------------- | ------------ | ------ | ------- | ----- | ----- | ----- |  |
| 1.ª           | Bandera de ? |        | 400     |       |       |       |  |
| 2.ª           | Bandera de ? |        | 320     |       |       |       |  |
| 3.ª           | Bandera de ? |        | 260     |       |       |       |  |
| 4.ª           | Bandera de ? |        | 220     |       |       |       |  |
| 5.ª           | Bandera de ? |        | 180     |       |       |       |  |
| 6.ª           | Bandera de ? |        | 140     |       |       |       |  |
| 7.ª           | Bandera de ? |        | 120     |       |       |       |  |
| 8.ª           | Bandera de ? |        | 100     |       |       |       |  |
| 9.ª           | Bandera de ? |        | 80      |       |       |       |  |
| 10.ª          | Bandera de ? |        | 68      |       |       |       |  |